# Mirni (Korenovsk, Krasnodar)
Mirni (del ruso: Мирный) es un posiólok del raión de Korenovsk del krai de Krasnodar, en Rusia. Está situado 7 km al nordeste de Korenovsk y 65 km al nordeste de Krasnodar, la capital del krai. Tenía 551 habitantes en 2010.
Pertenece al municipio Korenóvskoye.